# Catocala montana
Catocala montana là một loài bướm đêm trong họ Erebidae.